# کاگارمانوو
کاگارمانوو (انگلیسی: Kagarmanovo) یک شهرک در شهرستان بلورتسکی باشقیرستان کشور روسیه است.